# Герб Бершадського району
Герб Бе́ршадського райо́ну — один з символів Бершадського району Вінницької області, затверджений 12 липня 2007 року рішенням Бершадської районної ради.
Герб району розроблений на основі місцевих історичних джерел та пам'яток з урахуванням головних правил геральдики. Авторами ескізу герба є В. Максимчук та В. Коновал.

## Опис
Герб являє собою чотирикутний щит з півколом в основі, червоного кольору. В центрі червоного поля розташоване срібне зображення сторожової вежі другої половини XVII століття, що збереглася в селі Баланівка.
З лівого боку від вежі знаходиться зображення золотого сонця, з правого — срібний хрест.

## Символіка
- Червоний колір — символ великодушності, мужності, відваги й сміливості.
- Срібний символізує чистоту і непорочність.
- Золотий втілює багатство, силу та добробут.
- Вежа — пам'ятка архітектури середини XVII століття в селі Баланівка.
- Срібний хрест — найдавніший історичний геральдичний знак Брацлавщини, в складі якої довгий період перебувала територія Бершадського району.
- Золоте сонце — одна з перших зафіксованих геральдичних відзнак Поділля, відома з початку XV століття.

Також сонце й хрест вказують на адміністративну приналежність району до Вінниччини.